# King's Quest VI: Heir Today, Gone Tomorrow
King's Quest VI: Heir Today, Gone Tomorrow je šesti nastavak King's Quest serijala avanturističkih igara koji je razvila Sierra Entertainment. Široko je priznat kao vrhunac serijala u detaljnoj fabuli, interesantnom 3D grafičkom uvodnom filmu, i profesionalnoj glumi u posuđivanju glasova (hollywoodski glumac Robby Benson daje glas princu Alexanderu, igrinom protagonistu).  KQVI je napisan u Sierra's Creative Interpreteru i zadnja je King's Quest igra koja je izdana na floppy disku. CD-ROM verzija igre je izdana 1993., a sadržavala je više glasova likova, mrvicu drugačiji uvodni film i više detalja na umjetničkim sadržajima i animacijama. Naslov je igra riječi na "Here today, gone tomorrow".

## Verzije
KQVI upočeku je bio izdan za MS-DOS 1992. Godine 1993. ponovno je izašla za Windows kao dio King's Quest Collector's Edition box seta.  Windows verzija, kada je pokrenuta kao prozor umjesto u cijelom zaslonu, sadrži visoku rezolucijske portrete likova kada likovi pričaju. Igra je također portana za Commodore Amigu (izašla 1994.) i Apple Macintosh.

## Vanjske poveznice
- King's Quest 6 u internetskoj bazi filmova IMDb-a
- Prohod igre  Arhivirana inačica izvorne stranice od 7. svibnja 2007. (Wayback Machine)
- King's Quest VI: Heir Today, Gone Tomorrow kod MobyGames-a
- Recenzija na Abandonia.com